# Nieuport 28
O Nieuport 28 (N.28C-1) foi um avião biplano de caça francês utilizado durante a Primeira Guerra Mundial, fabricado pela Nieuport e projetado por Gustave Delage. Era considerado um dos melhores e dos mais famosos da Primeira Guerra Mundial. O 28 foi tão bem sucedido que serviu ativamente sob as cores de muitas nações aliadas. Também era considerado um dos mais atraentes, elegantes e ágeis de sua geração. Embora os 28 tivessem sido amplamente utilizados pela França, deve sua fama aos serviços prestados à Força Expedicionária Americana (AEF), tendo sido fornecidas 297 unidades para a AEF entre março e agosto de 1918, equipando os 27º, 94º, 95º e 147º esquadrões aéreos. A primeira patrulha realizada pelo 94º Esquadrão, foi comandada pelo Capitão-Aviador Edward "Eddie" Rickenbaker, que mais tarde veio a ser considerado o ás americano nº um, com 21 aviões abatidos e 5 balões de observação explodidos na Primeira Guerra Mundial. Foi ao pilotar um 28 que o Tenente-Aviador Douglas Campbell, do 94º Esquadrão "Hat in the Ring" (Cartola no Anel), tornou-se o primeiro piloto americano a derrubar um avião inimigo em 14 de abril de 1918. Em seguida, neste mesmo dia e do mesmo 94º Esquadrão, o Tenente-Aviador Alan Winslow foi o segundo piloto americano a derrubar outro avião inimigo. Em 14 de julho de 1918, o Tenente-Aviador Quentin Roosevelt, do 95º Esquadrão, filho do Presidente Theodore Roosevelt (1901-1909) e primo em sexto grau do Presidente Franklin Roosevelt (1933-1945), foi abatido pilotando um 28, vindo á falecer em solo.
As suaves linhas do 28 davam-lhe mais a aparência de um avião de competição do que de combate. As asas, de contorno elíptico, tinham envergadura de 8,80 metros, sendo o seu comprimento de 6,95 metros. O motor "Gnome Monosoupape", radial rotativo, desenvolvia potência máxima de 160 hp (102 kW) e velocidade máxima de 123 mph (198 km/hora) á 6,500 ft (altitude de 2.000 m). O 28 possuía autonomia de voo de 180 milhas (349 quilômetros), pesando 1,227 lb (475 kg) vazio e 1,635 lb (560 kg) carregado. O teto de serviço atingia 17,390 ft (altitude de 5.300 m). Portava sobre o capô do motor, duas metralhadoras sincronizadas "Vickers" de calibre .303.